# San Román de los Montes
San Román de los Montes är en kommun i Spanien.   Den ligger i provinsen Toledo och regionen Kastilien-La Mancha, i den centrala delen av landet, 100 km väster om huvudstaden Madrid. Antalet invånare är 1 855. Arean är 45 kvadratkilometer.
Terrängen i San Román de los Montes är platt åt sydväst, men åt nordost är den kuperad.